# Esther Mvondo
Esther Mvondo (* 29. August 1975) ist eine ehemalige kamerunische Leichtathletin.

## Karriere
Mvondo nahm bei den Leichtathletik-Weltmeisterschaften 1999 in der 4-mal-100-Meter-Staffel teil und schied im Vorlauf auf dem siebten Platz aus.
Außerdem nahm sie an den Olympischen Sommerspielen 2000 wieder in der 4-mal-100-Meter-Staffel der Frauen teil und schied im Vorlauf wieder auf dem siebten Platz aus.